# Araujoa pernambucana
Araujoa pernambucana là một loài ruồi trong họ Asilidae. Araujoa pernambucana được Artigas & Papavero miêu tả năm 1991. Loài này phân bố ở vùng Tân nhiệt đới.